# Rombozous
Els rombozous (Rhombozoa) o dicièmids (Dicyemida) són un fílum de petits animals, paràsits de peixos i mol·luscs. Viuen en mucoses i altres òrgans d'ambient pràcticament anaeròbic. Es coneixen unes 75 espècies. Els adults estan formats por només unes 30 cèl·lules.

## Classificació
La classificació dels rombozous és controvertida. Tradicionalment, s'han agrupat amb els ortonèctids dins el fílum dels mesozous i, a partir del 2017, sembla que hi ha proves moleculars que confirmen aquesta vella classificació.
No obstant, altres filogènies moleculars han situat els rombozous més estretament relacionats amb els nematodes. Altres evidències molecular addicional suggereix que aquest fílum deriva dels lofotrocozous.
El fílum no es divideix en classes ni ordres, però conté tres famílies, Conocyemidae, Dicyemidae i Kantharellidae.